# Sipos Márton
Sipos Márton (Szekszárd, 1900. január 19. – Budakeszi, 1926. december 11.) magyar úszó.

## Pályafutása
Édesapja Sipos Márton földbirtokos volt. Korán árván maradt. Gyermekkorát Szekszárdon töltötte, itt ismerkedett meg az úszás alapjaival. 1918-ban Szekszárdon érettségizett. Ezt követően három éven keresztül Keszthelyen, a Gazdasági Akadémián végezte tanulmányait. A korabeli dokumentumok szerint szorgalmas tanuló volt, vizsgáit jó, kielégítő minősítéssel tette le. Oklevelét, mint képesítettnek Keszthelyen 1923. február 7-én adták át.
Csak 1920-ban, húsz évesen kezdett el úszni. Már következő évben aranyérmet szerzett a 100 méteres mellúszó országos bajnokságon a Keszthelyi Gazdasági Akadémiai Atlétikai Club (Keszthelyi GAAC) versenyzőjeként. Ideje akkor 1:19,2 volt. Ugyanezen év júniusában a felújított Helikon-ünnepségekkel kapcsolatos keszthelyi úszóversenyen is kiváló eredményt ért el.
1922-ben Budapestre költözött, és a továbbiakban a MAFC versenyzőjeként szerepelt. Először országos csúcsot úszott 1:18,4-del, majd ezt Nürnbergben 1:18,0-ra javította, amivel ott is győzelmet aratott. Ebben az évben is magyar bajnok lett, és megnyerte az osztrák bajnokságot is, továbbá magyar bajnoki címet szerzett a MAFC 3x100 méteres vegyes váltó csapatának tagjaként is. Legkimagaslóbb eredményét szeptember 24-én érte el a Császár uszoda fedett medencéjében, ahol a BEAC versenyén 1:16,2-es világrekordot úszott 100 méter mellúszásban, ráadásul úgy, hogy meg sem szorították. A 100 méteres mellúszásban idejével, technikájával Sipos Márton messze megelőzte korát. A vízből időnként kibújva, szinte csak karral úszott rendkívül gyors tempókkal. Eredményének óriási jelentőségét magyar szempontból jól jelzi, hogy a következő magyar úszó aki 100 méteres férfi mellúszó számban világcsúcsot tudott felállítani 71 évvel később 1993-ban Güttler Károly volt, a Sheffieldben megrendezett úszó-Európa-bajnokságon.
A következő évben is magyar bajnok lett 100 méteren 1:21,8-del, és két társával 3:58,6-os idővel a 3x100 méteres vegyes váltó bajnokságon is első helyezést ért el. 1924-ben Egerbe költözött, ahol akkoriban a magyar úszás egyik legfontosabb műhelye volt. Az egri uszodában úszott a három Bitskey fivér és Bárány István is. Kijutott az 1924. évi nyári olimpiai játékokra, de 100 méteres mellúszásban - amiben akkor a világ legjobbja volt - még nem rendeztek olimpiai döntőt. Elindult a 200 méteres mellúszásban, és ott 3:09,8-es idővel a második előfutamban kiesett. 1925-ben az MTK-ba igazolt, és az országos bajnokságon második helyezést ért el 1:20,4-es idővel. Ez volt utolsó bajnoki eredménye, mert 1926-ban gyógyíthatatlan csonttuberkulózissal a budakeszi szanatóriumba került, ahol egyes források szerint tüdőgyulladásban, más források szerint agyhártyagyulladásban hunyt el. Budapesten temették el, de Keszthelyen is búcsúztatták, és a keszthelyi sportbarátok koszorút küldtek sírjára.
Emlékére Szekszárdon rendszeresen megrendezik a Sipos Márton Nemzetközi Úszó Emlékversenyt.

## Rekordjai 100 méter mellúszásban
- 1:19,2 (1921. július 31., Budapest) országos csúcs (35 m)
- 1:18,0 (1921. augusztus 1., Budapest) országos csúcs (35 m)
- 1:16,8 (1922. április 23., Budapest) országos csúcs (25 m)
- 1:16,2 (1922. szeptember 24., Budapest) világcsúcs (25 m)